# Dorothy Matz
Dorothy Alexander Matz es una jinete estadounidense que compitió en la modalidad de salto ecuestre. Ganó dos medallas de bronce en los Juegos Panamericanos, en los años 1991 y 1995.

## Palmarés internacional
| Juegos Panamericanos | Juegos Panamericanos      | Juegos Panamericanos | Juegos Panamericanos |
| Año                  | Lugar                     | Medalla              | Categoría            |
| -------------------- | ------------------------- | -------------------- | -------------------- |
| 1991                 | La Habana (Cuba)          | Medalla de bronce    | Por equipos          |
| 1995                 | Mar del Plata (Argentina) | Medalla de bronce    | Por equipos          |